# Comuna Beliu, Arad
Beliu (în maghiară Bél) este o comună în județul Arad, Crișana, România, formată din satele Beliu (reședința), Benești, Bochia, Secaci, Tăgădău și Vasile Goldiș.

## Demografie
Componența etnică a comunei Beliu
     Români (91,79%)
     Romi (3,03%)
     Ucraineni (1,33%)
     Alte etnii (1,06%)
     Necunoscută (2,79%)
Componența confesională a comunei Beliu
     Ortodocși (69,31%)
     Penticostali (6,85%)
     Greco-catolici (6,78%)
     Baptiști (5,76%)
     Adventiști (4,9%)
     Romano-catolici (1,33%)
     Alte religii (2,04%)
     Necunoscută (3,03%)
Conform recensământului efectuat în 2021, populația comunei Beliu se ridică la 2.936 de locuitori, în creștere față de recensământul anterior din 2011, când fuseseră înregistrați 49 de locuitori. Majoritatea locuitorilor sunt români (91,79%), cu minorități de romi (3,03%) și ucraineni (1,33%), iar pentru 2,79% nu se cunoaște apartenența etnică. Din punct de vedere confesional, majoritatea locuitorilor sunt ortodocși (69,31%), cu minorități de penticostali (6,85%), greco-catolici (6,78%), baptiști (5,76%), adventiști (4,9%) și romano-catolici (1,33%), iar pentru 3,03% nu se cunoaște apartenența confesională.

## Politică și administrație
Comuna Beliu este administrată de un primar și un consiliu local compus din 11 consilieri. Primarul, Emanuel Horhat-Coraș[*], de la Partidul Național Liberal, este în funcție din 2016. Începând cu alegerile locale din 2024, consiliul local are următoarea componență pe partide politice:
|  | Partid                          | Consilieri | Componența Consiliului | Componența Consiliului | Componența Consiliului | Componența Consiliului | Componența Consiliului |
|  | ------------------------------- | ---------- | ---------------------- | ---------------------- | ---------------------- | ---------------------- | ---------------------- |
|  | Partidul Național Liberal       | 5          |                        |                        |                        |                        |                        |
|  | Partidul Social Democrat        | 2          |                        |                        |                        |                        |                        |
|  | Uniunea Salvați România         | 1          |                        |                        |                        |                        |                        |
|  | Alianța pentru Unirea Românilor | 1          |                        |                        |                        |                        |                        |
|  | Partidul Mișcarea Populară      | 1          |                        |                        |                        |                        |                        |
|  | Alianța Național Țărănistă      | 1          |                        |                        |                        |                        |                        |

## Atracții turistice
- Biserica de lemn din satul Secaci, construcție anul 1725 și colecția de icoane pe sticlă
- Muzeul de etnografie și folclor "Emil Lăzureanu" din satul Beliu

## Personalități născute aici
- Vasile Goldiș (1862 - 1934), pedagog, om politic, membru de onoare (1919) al Academiei Române;
- Cornel Lazăr (1863 - 1931), delegat în Marea Adunare Națională de la Alba Iulia;
- Mircea Ștefănescu (n. 1936), sportiv la polo pe apă;
- Nicolae Pantea (n. 1946), fotbalist;
- Florian Dudaș (n. 1947), istoric, bibliolog;
- Liviu Borha (n. 1950), politician.